# Simple Symphony
Die Simple Symphony (deutsch Einfache Sinfonie) ist ein Werk für Streichorchester von Benjamin Britten. Ursprünglich wurde es für Schulorchester geschrieben, es existiert auch eine Version für Streichquartett. Das Stück wurde 1934 in Norwich von einem Laienorchester uraufgeführt und dabei von Britten selbst dirigiert.
Das Stück basiert auf acht Kindheits-Themen des Komponisten (zwei pro Satz), für die er eine besondere Vorliebe hatte. Es besteht aus den vier Sätzen Boisterous Bourrée (ungestüme Bourrée), Playful Pizzicato (spielerisches Pizzicato), Sentimental Sarabande (sentimentale Sarabande) und Frolicsome Finale (ausgelassenes Finale). Die Namen der Sätze sind jeweils Alliterationen. Die Aufführungsdauer des Werkes beträgt ungefähr 15–17 Minuten.
Insbesondere wegen des ohnehin pizzicato gespielten zweiten Satzes wird das Werk auch gerne von Zupforchestern gespielt.

## Wiederverwendete Themen in den Einzelsätzen
Es hat vier Sätze, die jeweils Themen aus zwei früheren Werken von Britten zitieren: 
I. Ausgelassene Bourrée - Suite Nr. 1 in E für Klavier (18. Oktober 1925), zweiter Satz (Bourrée: Allegro vivace) - Song (Song) (1923) Ein Country Dance ('Now the King is home again'), Text aus Tennysons The Foresters, für Gesang und Klavier. 

II. Verspieltes Pizzicato - Scherzo (Klavier) (1924) Sonate für Klavier in B-Dur, op. 5, Scherzo und Trio (Molto vivace) - Song (1924) Der Road Song des "Bandar-Log" (Text von Rudyard Kipling) für Gesang und Klavier. 

III. Sentimentale Sarabande - Suite Nr. 3 (für Klavier) (1925) Suite Nr. 3 f-moll für Klavier op. 25, Vorspiel (Allegro di molto) - Walzer für Klavier (1923) [Walzer in B-Dur für Klavier], (Tempo di valse) 

IV. Frolicsome Finale - Klaviersonate Nr. 9 (1926) Klaviersonate Nr. 9 c-Moll op. 38, Finale - Lied (1925) 

Acht Hauptthemen erscheinen in der Symphonie mit zwei Sätzen, das bekannteste ist das Pizzicato. Die gesamten Stücke dauern ca. 20 Minuten. Der zweite Satz ist bei Mandolinen-Spielern beliebt, da es sich um Pizzicato handelt. Prominent in diesem beliebten Thema sind 8 Noten, die bekanntermaßen die Eröffnung von "Barwick Green", der Titelmusik der langjährigen BBC Radio 4-Alltagsgeschichte des Country-Volkes "The Archers", die 1924 von Arthur Wood geschrieben wurde, widerspiegeln. Der dritte Satz enthält eine traditionelle schwedische Melodie, die auch in der beliebten christlichen Hymne „How Great Thou Art“ zu hören ist.